# Esong (Centro Sur)
Esong ist ein Ort in der Provinz Centro Sur in Äquatorialguinea. Er liegt etwa 9 km nordöstlich von Evinayong.

## Geographie
Der Ort liegt nordöstlich von Evinayong zwischen Niefang und Leng.

## Klima
Nach dem Köppen-Geiger-System zeichnet sich Esong durch ein tropisches Klima mit der Kurzbezeichnung Am aus.